# Isoko jezik
Isoko jezik (ISO 639-3: iso; “biotu”, “igabo”, “sobo”), nigersko-kongoanski jezik jugozapadne podskupine edoidskih jezika. Govori ga oko 423 000 ljudi (Johnstone and Mandryk 2001) u nigerijskoj državi Delta.
Uči se i u osnovnim školama. Razvili su se brojni dijalekti: ozoro, ofagbe, emede, owe (owhe), elu, aviara, iyede, imiv, enhwe, ume, iwire (igbide), olomoro, iyede-ami, unogboko, itebiege, uti, iyowo, ibiede, oyede, uzere, irri (iri), ole (oleh).
Biotu je naziv kojim Izoni nazivaju Isokoe, a znači 'narod iz unutrašnjosti'.

## Vanjske poveznice
- Ethnologue (14th)
- Ethnologue (15th)